# Janusz Kusociński
Janusz Tadeusz Kusociński , född 15 januari 1907 i Warszawa, död 21 juni 1940 i Palmiry, var en polsk friidrottare. Han blev olympisk mästare på 10 000 meter vid olympiska sommarspelen 1932 i Los Angeles.

## Biografi

### Löparkarriär
Kusociński började sin idrottskarriär som fotbollsspelare. Han övergick 1928 till friidrott, och blev det året medlem av klubben Sarmata. Året efter vann han polska mästerskap på både 5 000 meter och i terränglöpning. Efter ett års militärtjänst återkom han till tävlingsbanan, och blev både 1930 och 1931 polsk mästare på både 1 500 och 5 000 meter samt i terränglöpning.
1932 blev han polsk mästare på sträckan 800 meter. I början av året satte han världsrekord på både 3 000 meter och sträckan 4 miles, varefter han senare tog olympiskt guld i Los Angeles på 10 000 meter.
Vid de första europeiska mästerskapen i friidrott, i Turin 1934, placerade Kusociński sig på andra plats. Därefter avslutade han sitt idrottande på elitnivå. Vid polska mästerskapen 1939 gjorde han en tillfällig comeback och vann där loppet på 10 000 meter.

## Galleri

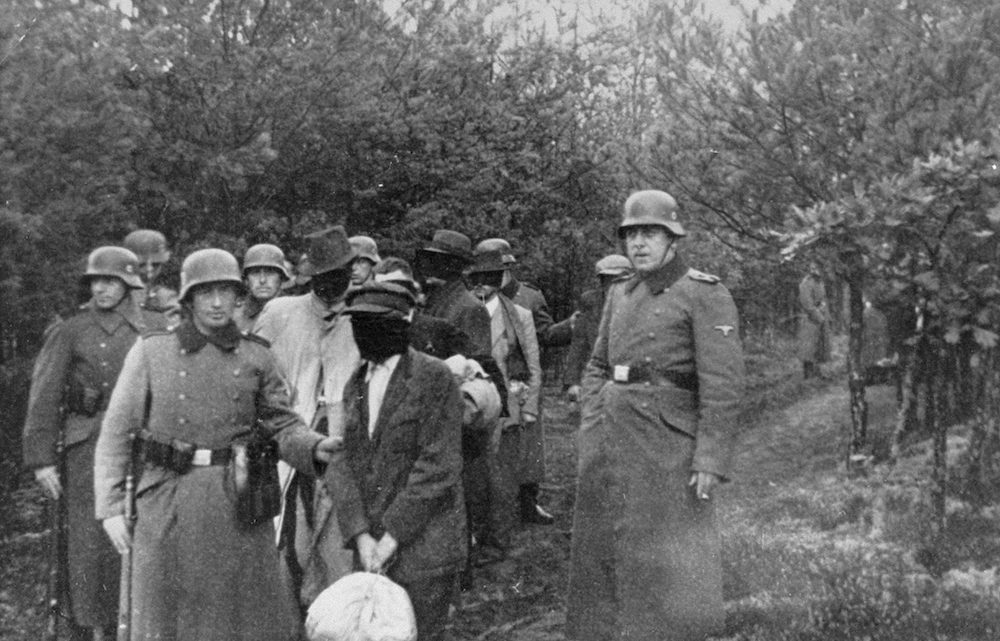
Tyska exekutionspatrull med polska fångar i ögonbindel, nära Palmiry 1940.
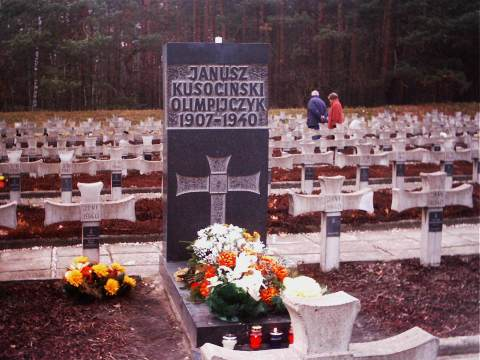
Janusz Kusocińskis grav i Palmiry.
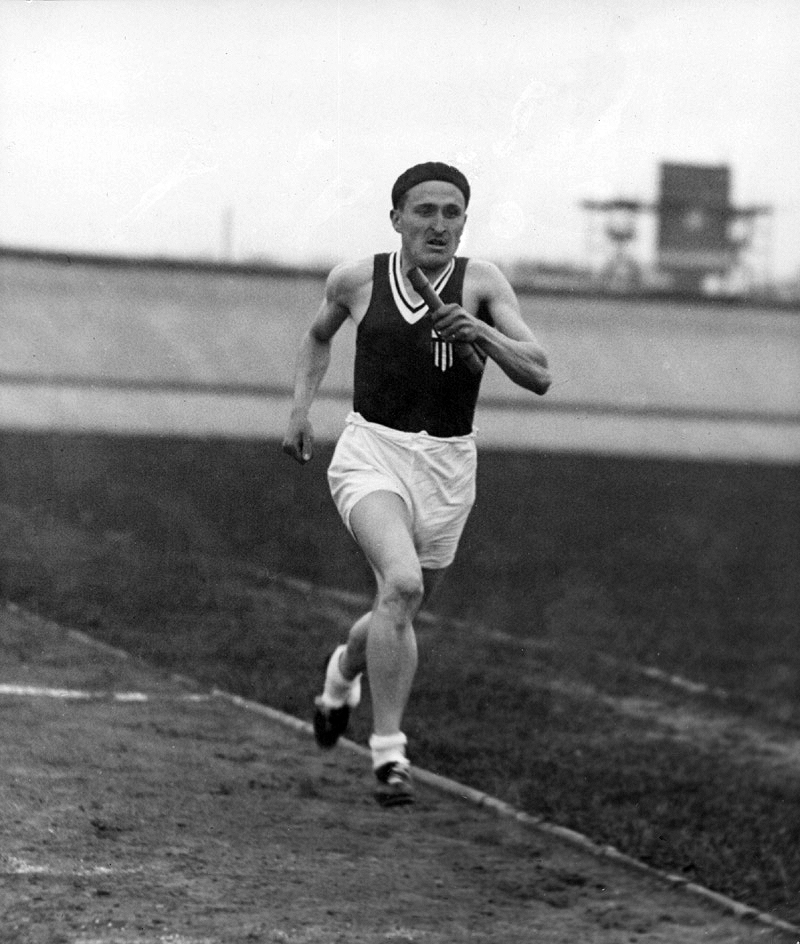
Janusz Kusociński 1937.
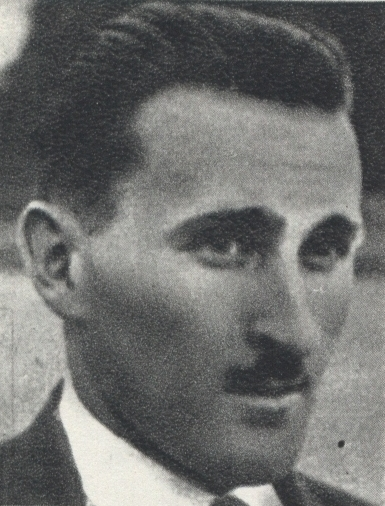
Janusz Kusociński 1940.

### Den sista tiden
Hösten 1939 drabbades Kusocińskis Polen av andra världskriget, i samband med Tysklands (och Sovjetunionens) invasion av landet. Kusociński gick efter invasionen in som frivillig i den polska armén och sårades två gånger. Hans skador gjorde att han därefter skrevs ut från de militära leden, varefter han under den tyska ockupationen av landet deltog i den polska motståndsrörelsen.
26 mars 1940 blev han arresterad av Gestapo och sattes i fängsligt förvar i Mokotów-fängelset. Tre månader senare avrättades han av tyskarna, i skogen utanför byn Palmiry nära Warszawa. Fängslandet och avrättandet var del av den Aktion AB (Ausserordentliche Befriedungsaktion), där våren 1940 cirka 30 000 polacker i ledande ställning fängslades. Cirka 7 000 av dem blev avrättade, och resten sattes i koncentrationsläger.

## Eftermäle
Kusocińskis framgångar och öde hedras än i dagens Polen. Han har fått ge namn åt den främsta årliga polska friidrottsgalan Memoriał Janusza Kusocińskiego, vilken från starten 1954 och till och med 2020 arrangerats 66 gånger.